# 統一閣
統一閣（とういつかく、トンイルガク）は、朝鮮民主主義人民共和国（北朝鮮）開城特別市、板門店の共同警備区域内に位置する会議場である。
1985年竣工。地上1階・地下1階建て。2018年4月南北首脳会談に向けた閣僚級会談や2018年5月南北首脳会談の会場として用いられた。